# عقران (القطن)
'

تعديل مصدري - تعديل

عقران هي إحدى قرى عزلة القطن بمديرية القطن التابعة لمحافظة حضرموت، بلغ تعداد سكانها 610 نسمة حسب تعداد اليمن لعام 2004.